# Cloniophorus crinitus
Cloniophorus crinitus là một loài bọ cánh cứng trong họ Cerambycidae.